# Chip's Challenge
Chip's Challenge est un jeu vidéo de puzzle édité par Epyx pour la console Lynx d'Atari. Il fut porté par la suite sur les micro-ordinateurs Amiga, Atari ST, Commodore 64, Amstrad CPC et ZX Spectrum en 1990. De plus ce jeu a été réédité par Microsoft sous Windows dans Entertainment Pack for Windows.
Il s'agit de l'histoire d'un nerd lycéen nommé Chip McCallahan qui a rencontré la Prodigieuse Mélinda (Melinda The Mental Marvel) au laboratoire de sciences de l'école. Il doit naviguer à travers le centre communautaire (clubhouse en anglais) qui est une suite de puzzles afin de prouver qu'il est à la hauteur pour être membre du très exclusif Bit Buster Club (qui pourrait être traduit par Club des Résolveurs de Bits).

## Système de jeu
Le jeu est constitué de 144 niveaux annoncés, mais au fil des niveaux Mélinda annonce qu'il y a des niveaux supplémentaires. C'est ainsi qu'au final il y a 148 niveaux dans la version originale et 149 dans la version Microsoft.
Le jeu consiste à déplacer un petit personnage nommé Chip McCallahan (souvent abrégé Chip) dans des décors constitués de différents murs, monstres, puces électroniques, clés, boutons, portes et autres cases spéciales.
Chip peut être dirigé avec les flèches directionnelles du clavier ou avec la souris. Le but étant de ramasser un certain nombre de puces électroniques pour ouvrir la socket et arriver à la sortie pour passer au niveau suivant.
Les niveaux peuvent être sautés en entrant le bon mot de passe de 4 lettres. La version PC sauvegarde automatiquement la progression du jeu. Sur la version Windows si le joueur présente beaucoup de difficultés avec un certain niveau, le jeu propose automatiquement de passer au niveau suivant.
La progression du jeu n'est pas simplement mesurée en termes de niveaux complétés, mais aussi en termes de scores. Le score d'un joueur est la somme des scores des niveaux. Pour avoir un bon score à un niveau il faut réussir le compléter en peu de tentatives, de plus si le niveau est chronométré, être rapide donne un meilleur score.

### Niveaux
Bien que les mêmes règles s'appliquent pour tous les niveaux, il en existe plusieurs catégories. Certains sont orientés action, d'autres sont orientés puzzles. Certains niveaux, mais pas tous, ont un temps imparti.
Les catégories de niveaux incluent par exemple :
- Pousser des blocs à certaines positions de manière similaire à sokoban
- Éviter les créatures se déplaçant de façons variées
- Trouver son chemin à travers un labyrinthe, celui-ci pouvant prendre plusieurs formes tels que des murs visibles ou non, des créatures immobiles, un sol de glace etc.

Les 8 premiers niveaux sont appelés « Lesson n » avec n le numéro du niveau. Ce sont des niveaux d'apprentissage à la façon d'un tutoriel.

## Exploitation
U.S. Gold a édité le jeu en Europe.

## Divers
Une version libre du moteur de jeu est disponible sur internet sous le nom de Tile World.